# Brevicornu glandis
Brevicornu glandis är en tvåvingeart som beskrevs av Lastovka och Loïc Matile 1974. Brevicornu glandis ingår i släktet Brevicornu och familjen svampmyggor. Inga underarter finns listade i Catalogue of Life.